# Topolivka, Semenivka
Topolivka (în ucraineană Тополівка) este un sat în comuna Pohorilți din raionul Semenivka, regiunea Cernihiv, Ucraina.

## Demografie
Componența lingvistică a localității Topolivka
     Ucraineană (95,53%)
     Rusă (3,09%)
     Belarusă (1,37%)
Conform recensământului din 2001, majoritatea populației localității Topolivka era vorbitoare de ucraineană (95,53%), existând în minoritate și vorbitori de rusă (3,09%) și belarusă (1,37%).